# Palafoxia arida
Palafoxia arida es una especie de planta de la familia de las asteráceas. Es nativa de los desiertos del suroeste de los Estados Unidos y norte de México. 

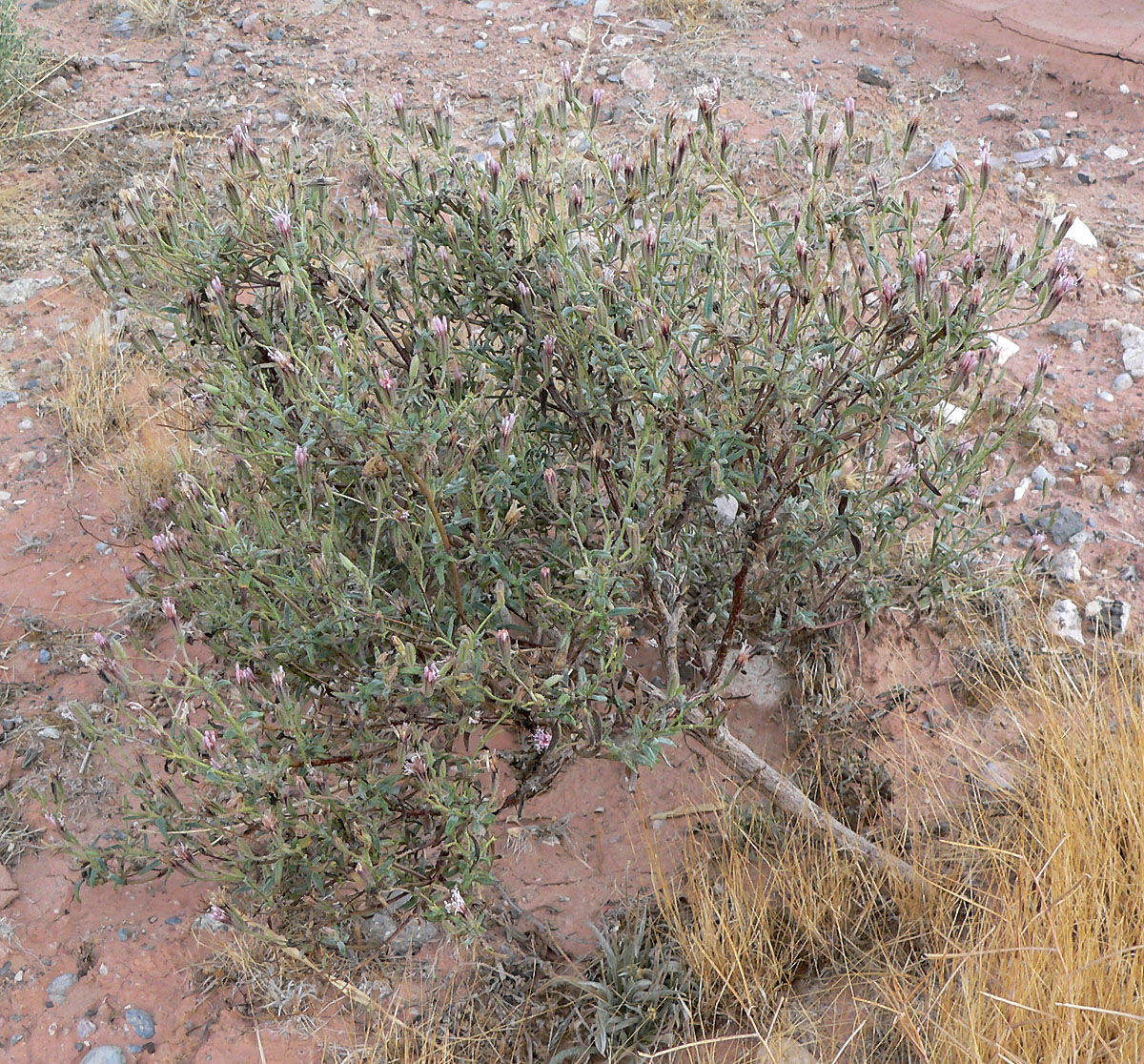
Vista de la planta en su hábitat

## Descripción
Es una planta anual erecta, ramosa, con tallos glandulares. Hay dos variedades, la más grande, Palafoxia arida var. gigantea, que alcanza 2 m de máxima altura y vive en las dunas de arena cerca de Yuma y Palafoxia arida var. arida.
Es una planta anual ramificada de cerca de 50 cm de altura, vive en zonas arenosas y secas del desierto. Capítulos que tienen 9-20 flores de color rosa, corolas de 1 cm de largo y tienen amplia difusión, lóbulos agudos .Las anteras son de color rosa a púrpura profundo . Los frutos son de 10-15 mm de largo, y los exteriores tienen unas pocas escamas o ninguna, mientras que los frutos interiores tienen un vilano que parececen casi como corolas endurecidas. Las plantas son peludas de color gris-verde, con escasas hojas largas y estrechas y largos y delgados filarios. 

## Taxonomía
Palafoxia arida fue descrita por B.L.Turner &M.I.Morris y publicado en Madroño 23(2): 79–80. 1975.
Etimología
El género fue nombrado en honor de José de Palafox y Melci, Duque de Zaragoza (1776–1847),  un capitán general español en la guerra contra la invasión del ejército de Napoleón.
arida: epíteto latino que significa "seca".
Sinonimia
- Palafoxia arida var. gigantea (M.E.Jones) B.L.Turner & M.I.Morris
- Palafoxia linearis var. gigantea M.E.Jones[3]